# NGC 4709
NGC 4709 је елиптична галаксија у сазвежђу Кентаур која се налази на NGC листи објеката дубоког неба.
Деклинација објекта је - 41° 22' 57" а ректасцензија 12h 50m 3,9s. Привидна величина (магнитуда) објекта NGC 4709 износи 11,1 а фотографска магнитуда 12,1. Налази се на удаљености од 36,602 милиона парсека од Сунца. NGC 4709 је још познат и под ознакама ESO 323-3, MCG -7-26-56, AM 1247-410, DRCG 56-28, DCL 282, PGC 43423.